# آنیبال تروئیلو
آنیبال تروئیلو (اسپانیایی: Aníbal Troilo‎؛ ‏ ۱۱ ژوئیهٔ ۱۹۱۴ – ۱۸ مهٔ ۱۹۷۵) آهنگساز و رهبر گروه موسیقی و تنظیم‌کننده اهل آرژانتین بود.